# 76-я пехотная дивизия (Российская империя)
76-я пехотная дивизия — пехотное соединение в составе Русской императорской армии.

## История дивизии
Сформирована в июле 1914 года из кадра 40-й пехотной дивизии. В конце августа 1914 года в составе 2-й армии Северо-Западного фронта была выдвинута к перешейкам главных Мазурских озёр. Затем составила гарнизоны крепостей Гродна (301-й, 302-й и 303-й полки) и Осовец (304-й полк). 09.08.1914 включена в состав 1-й армии Северо-Западного фронта, одновременно исключена из 2-й армии того же фронта. 12.09.1914 крепости Гродна и Осовец подчинены командующему формируемой 10-й армии Северо-Западного фронта. В январе 1915 года вошла в состав 12-я армии Северо-Западного фронта, а к концу марта того же года — в состав 27-го армейского корпуса 1-й армии того же фронта. Активно участвовала в Виленской операции в августе — сентябре 1915 г., в Нарочской операции в марте 1916 г.

Образованная Виленским округом 76-я пехотная дивизия пользовалась на Северном фронте репутацией стойкой части.— А. А. Керсновский. История Русской армии
76-я артиллерийская бригада сформирована в июле 1914 года по мобилизации в Несвиже из кадра, выделенного 40-й Артиллерийской бригадой.

## Состав дивизии
- 1-я бригада
  - 301-й Бобруйский пехотный полк
  - 302-й Суражский пехотный полк
- 2-я бригада
  - 303-й Сенненский пехотный полк
  - 304-й Новгород-Северский пехотный полк
- 76-я артиллерийская бригада

## Командование дивизии
(Командующий в дореволюционной терминологии означал временно исполняющего обязанности начальника или командира. Должности начальника дивизии соответствовал чин генерал-лейтенанта, и при назначении на эту должность генерал-майоров они оставались командующими до момента своего производства в генерал-лейтенанты).

### Начальники дивизии
- 19.07.1914 — 08.10.1914 — командующий генерал-майор Иозефович, Феликс Доминикович
- 08.10.1914 — 11.11.1914 — командующий генерал-майор Постовский, Пётр Иванович
- 11.11.1914 — 31.12.1916 — генерал-лейтенант Кузьмин-Короваев, Александр Николаевич
- 09.01.1917 — 31.07.1917 — командующий генерал-майор Глоба, Александр Васильевич
- 31.07.1917 — хх.хх.1918 — командующий генерал-майор фон Сиверс, Яков Яковлевич

### Начальники штаба дивизии
- 14.09.1914 — 24.01.1915 — полковник Суханов, Пантелеймон Григорьевич
- 24.01.1915 — 16.05.1915 — полковник князь Багратуни, Яков Герасимович
- 06.12.1915 — 30.07.1917 — и. д. подполковник Соловкин, Пётр Иларионович
- 04.08.1917 — xx.xx.xxxx — и. д. подполковник Криволуцкий, Григорий Иванович

### Командиры бригады
- 29.07.1914 — 19.05.1917 — генерал-майор фон Гальберг, Анатолий Михайлович
- 19.05.1917 — хх.хх.1917 — полковник Габаев, Прангистан Андреевич

### Командиры 76-й артиллерийской бригады
- 25.07.1914 — 30.04.1917 — полковник (с 12.07.1916 генерал-майор) Макшеев, Иван Александрович
- 07.05.1917 — хх.хх.хххх — командующий полковник Зарембо-Годзяцкий, Аристарх Юлианович
- 20.07.1917 — хх.хх.хххх — командующий полковник Тарнопольский, Константин Георгиевич

### Командиры полков
- 301-й Бобруйский пехотный полк — на 1917 — полковник Ярославцев, Михаил Владимирович
- 302-й Суражский пехотный полк — 27.11.1916 — хх.05.1917 — полковник Хроминский, Казимир-Фортунат Андреевич